# وكاري
الوِكَارِي هو جنس من الحيوانات يتبع الفصيلة السعادين الساكية من رتبة الرئيسيات.

## أنواع
- وكاري أصلع (الاسم العلمي:Cacajao calvus)
- وكاري أسود الرأس (الاسم العلمي:Cacajao melanocephalus)
- وكاري أراكا (الاسم العلمي:Cacajao ayresii)^
- وكاري نبلينا (الاسم العلمي:Cacajao hosomi)^